# Marianne Baum

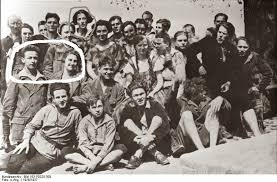
Marianne Cohn und ihr späterer Mann, Herbert Baum, weiß markiert (1926/27)

Marianne Baum geb. Cohn (* 9. Februar 1912 in Saarburg/Rheinprovinz (oder Saarburg/Reichsland Elsaß-Lothringen); † 18. August 1942 in Berlin-Plötzensee) war eine deutsche Widerstandskämpferin gegen den Nationalsozialismus. Gemeinsam mit ihrem Mann Herbert Baum leitete sie die „Gruppe Herbert Baum“, eine jüdisch-kommunistische Widerstandsgruppe in Berlin.

## Leben
Bereits als Jugendliche lernte Marianne Cohn ihren späteren Ehemann Herbert Baum in der Deutsch-Jüdischen Jugendgemeinschaft kennen.
Um 1930 trat sie dem Kommunistischen Jugendverband (KJVD) bei. Nach 1933 beteiligte sie sich am kommunistischen Widerstandskampf.
Ab 1938/39 bildete sich um Marianne und Herbert Baum ein neuer Widerstandskreis, der nach dem Verbot jüdischer Organisationen 1939 anwuchs. Ab 1940/41 kommen jüngere Zwangsarbeiter aus den Siemens-Werken hinzu. Sie versuchen eigenständige Formen des Protestes und des Widerstands zu entwickeln. Seit dem Überfall deutscher Truppen auf die Sowjetunion im Sommer 1941 wurden Flugblätter hergestellt und in Umlauf gebracht, um so auf die gefährlichen Folgen des Krieges aufmerksam zu machen.
Nach dem Anschlag auf die antikommunistische Propagandaausstellung Das Sowjetparadies am 18. Mai 1942 im Berliner Lustgarten wurde die Gruppe enttarnt und viele Mitglieder verhaftet. Nach ihrer schnellen Verurteilung wurde Marianne Baum bereits am 18. August 1942 im Strafgefängnis Berlin-Plötzensee hingerichtet. Sie war die Schwester von Lothar Cohn, mit dem sie teilweise auch gemeinsam in der Gruppe zusammenarbeitete. Zuletzt lebte sie  an der Stralauer Straße 3–6 in Mitte. Sie war Lageristin von Beruf.